# Chthonius parmensis
Chthonius parmensis är en spindeldjursart som beskrevs av Beier 1963. Chthonius parmensis ingår i släktet Chthonius och familjen käkklokrypare. Inga underarter finns listade i Catalogue of Life.